# Славинский, Евгений Викентьевич
Евгений Викентьевич Славинский (2 января 1898, Санкт-Петербург — 13 февраля 1978, Ленинград) — советский композитор.
Учился в Петроградской консерватории у Л. Николаева, Н. Черепнина, Я. Витола. В 1920-е годы преподавал в различных учебных заведениях Петрограда (Ленинграда). В 1938—1941 и 1947—1949 годах работал редактором ленинградского отделения издательства «Музгиз». Участник Великой Отечественной войны. В 1950—1955 годах был преподавателем Ленинградского семинара самодеятельных композиторов.
Автор различных музыкальных произведений, среди которых балеты «Алая роза» (1917), «Сердце Шопена» (1953), оперетта Просперити (1930), одночастная поэма «Киров на Невдубстрое» (1939, на слова поэмы Л. Поповой, консультантом выступил Д. Шостакович, выделялась как нехарактерной для вокально-симфонической музыки того времени современностью темы, так и интонационными элементами на основе советских песен), «Сюита на народные темы» для фортепианного трио (1947, основана на башкирской, татарской и русской народной музыке), «Думка» для струнного квартета (1950), фортепианные миниатюры («Провансальская канцона», «Шотландская жига», обе — 1932), романсы и песни, в том числе «Мадригал» (на слова А. Пушкина, 1958) и др.
«На другой день мы с ним ходили слушать оперетту Славинского „Просперити“. Это очень трудная штука. Актеры дергались, как в судорогах, декорации и костюмы Борисковича резали глаза меньше, чем уши, музыка то скрипучая, то гремучая, то визгливая и всегда злая, бездушная. Мальчик — его звали Митя Шостакович, со мной не согласен. Он говорит, что надо слушать ритм, что в Америке живут люди именно в таких судорожных ритмах, что надо выскочить из плавности, искать новое». (Из дневника Т. Д. Булах-Гардиной, 1926 год)